# UCI Europe Tour de 2009-2010
O UCI Europe Tour de 2009-2010 foi a sexta temporada do calendário ciclístico internacional europeu. Iniciou-se a 18 de outubro de 2009 com a Chrono des Nations na França e finalizou a 17 de outubro de 2010 com a mesma carreira.
Pela segunda vez o ganhador foi o italiano Giovanni Visconti. A classificação por equipas foi para o Vacansoleil, enquanto Itália e Bélgica dominaram a classificação por países e países sub-23.

## Categorias
Foram 26 as carreiras de máxima categoria (uma mais com respeito à edição anterior. Desceu a Volta a Portugal à categoria 2.1 e ascenderam Tour de Vendée e a Volta à Turquia. No seguinte quadro mostram-se as carreiras com maior pontuação desta edição do UCI Europe Tour ordenado por países, para o resto das competições veja-se: Carreiras do UCI Europe Tour de 2009-2010
| Carreira                      | Categoria |
| ----------------------------- | --------- |
| Grande Prêmio de Frankfurt    | 1.hc      |
| Volta à Baviera               | 2.hc      |
| Volta à Áustria               | 2.hc      |
| Omloop Het Nieuwsblad         | 1.hc      |
| E3 Prijs Vlaanderen-Harelbeke | 1.hc      |
| Scheldeprijs Vlaanderen       | 1.hc      |
| Três dias de Bruges–De Panne  | 2.hc      |
| Volta à Bélgica               | 2.hc      |
| Tour de Valônia               | 2.hc      |
| Paris-Bruxelas                | 1.hc      |
| Volta à Dinamarca             | 2.hc      |
| Grande Prêmio Miguel Indurain | 1.hc      |
| Volta a Burgos                | 2.hc      |

| Carreira                  | Categoria |
| ------------------------- | --------- |
| Critérium Internacional   | 2.hc      |
| Quatro Dias de Dunquerque | 2.hc      |
| Grande Prêmio de Fourmies | 1.hc      |
| Tour de Vendée            | 1.hc      |
| Paris Tours               | 1.hc      |
| Giro do Trentino          | 2.hc      |
| Tre Valli Varesine        | 1.hc      |
| Giro de Emilia            | 1.hc      |
| Giro do Piemonte          | 1.hc      |
| Tour de Luxemburgo        | 2.hc      |
| Dutch Food Valley Classic | 1.hc      |
| G. P. Kanton Aargau       | 1.hc      |
| Volta à Turquia           | 2.hc      |

## Calendário

### Outubro de 2009
| Data | Carreira           | Cat. | Ganhador             | Equipa |
| ---- | ------------------ | ---- | -------------------- | ------ |
| 18   | Chrono des Nations | 1.1  | Alexandre Vinokourov | Astana |

### Janeiro
| Data    | Carreira                            | Cat. | Ganhador         | Equipa               |
| ------- | ----------------------------------- | ---- | ---------------- | -------------------- |
| 30 ao 2 | Giro de Reggio Calabria             | 2.1  | Matteo Montaguti | De Rosa-Stac Plastic |
| 31      | Grande Prêmio Ciclista a Marsellesa | 1.1  | Jonathan Hivert  | Saur-Sojasun         |

### Fevereiro
| Data     | Carreira                         | Cat. | Ganhador            | Equipa                |
| -------- | -------------------------------- | ---- | ------------------- | --------------------- |
| 3 ao 7   | Estrela de Bessèges              | 2.1  | Samuel Dumoulin     | Cofidis               |
| 6        | Grande Prêmio Costa dos Etruscos | 1.1  | Alessandro Petacchi | Lampre-Farnese Vini   |
| 7        | Troféu Palma de Maiorca          | 1.1  | Robbie McEwen       | Katusha               |
| 8        | Troféu Cala Millor-Cala Millor   | 1.1  | Óscar Freire        | Rabobank              |
| 9        | Troféu Inca-Inca                 | 1.1  | Linus Gerdemann     | Milram                |
| 10       | Troféu Deià                      | 1.1  | Rui Costa           | Caisse d'Épargne      |
| 10 ao 14 | Tour do Mediterrâneo             | 2.1  | Rinaldo Nocentini   | AG2R La Mondiale      |
| 11       | Troféu Magaluf–Palmanova         | 1.1  | André Greipel       | HTC-Columbia          |
| 17 ao 21 | Volta ao Algarve                 | 2.1  | Alberto Contador    | Astana                |
| 20       | Troféu Laigueglia                | 1.1  | Francesco Ginanni   | Androni Giocattoli    |
| 20 ao 21 | Tour de Haut Var                 | 2.1  | Christophe Le Mével | La Française des Jeux |
| 21 ao 25 | Volta a Andaluzia                | 2.1  | Michael Rogers      | HTC-Columbia          |
| 23 ao 27 | Giro di Sardegna                 | 2.1  | Roman Kreuziger     | Liquigas-Doimo        |
| 27       | Grande Prêmio dell'Insubria      | 1.1  | Samuel Dumoulin     | Cofidis               |
| 27       | Beverbeek Classic                | 1.2  | Yannick Eijssen     | PWS Eijssen           |
| 27       | Omloop Het Nieuwsblad            | 1.hc | Juan Antonio Flecha | Sky                   |
| 28       | Kuurne-Bruxelas-Kuurne           | 1.1  | Bobbie Traksel      | Vacansoleil           |
| 28       | Grande Prêmio de Lugano          | 1.1  | Roberto Ferrari     | De Rosa-Stac Plastic  |
| 28       | Les Boucles du Sud Ardèche       | 1.1  | Christophe Riblon   | AG2R La Mondiale      |
| 28       | Classica Sarda                   | 1.1  | Giovanni Visconti   | ISD-Neri              |
| 28       | Clássica de Almeria              | 1.1  | Theo Bos            | Cervélo               |

### Março
| Data     | Carreira                           | Cat.   | Ganhador           | Equipa                     |
| -------- | ---------------------------------- | ------ | ------------------ | -------------------------- |
| 3        | Le Samyn                           | 1.1    | Jens Keukeleire    | Cofidis                    |
| 3        | Giro do Friuli                     | 1.1    | Roberto Ferrari    | De Rosa-Stac Plastic       |
| 3 ao 7   | Volta a Múrcia                     | 2.1    | František Raboň    | HTC-Columbia               |
| 5 ao 7   | Três Dias de Flandres Ocidental    | 2.1    | Jens Keukeleire    | Cofidis                    |
| 6        | Strade Bianche                     | 1.1    | Maxim Iglinskiy    | Astana                     |
| 6        | Flecha Flamenga                    | 1.2    | Clinton Avery      | PWS Eijssen                |
| 7        | Troféu Zssdi                       | 1.2    | Marko Kump         | Adria Mobil                |
| 7        | Grande Prêmio Villa de Lillers     | 1.2    | Benoît Daeninck    | Roubaix-Lille Métropole    |
| 14       | Troféu Franco Balestra             | 1.2    | Alexander Mironov  | Itera-Katusha              |
| 14       | Paris-Troyes                       | 1.2    | Cédric Pineau      | Roubaix-Lille Métropole    |
| 14       | Omloop van het Waasland            | 1.2    | Denis Flahaut      | ISD Continental            |
| 14       | Porec Trophy                       | 1.2    | Matej Gnezda       | Adria Mobil                |
| 17       | Nokere Koerse                      | 1.1    | Jens Keukeleire    | Cofidis                    |
| 18 ao 21 | Istrian Spring Trophy              | 2.2    | Robert Vrečer      | Perutnina Ptuj             |
| 20       | Clássica de Loire-Atlantique       | 1.2    | Laurent Mangel     | Saur-Sojasun               |
| 21       | Ronde van het Groene Hart          | 1.1    | Jens Mouris        | Vacansoleil                |
| 21       | Grande Prêmio Cholet-Pays de Loire | 1.1    | Leonardo Duque     | Cofidis                    |
| 21       | Grande Prêmio San Giuseppe         | 1.2    | Enrico Battaglin   | Zalf Desiree Fior          |
| 21       | La Roue Tourangelle                | 1.2    | Yann Guyot         | AC Noyal-Châtillon Sojasun |
| 22 ao 28 | Volta à Normandia                  | 2.2    | Ronan van Zandbeek | Van Vliet-EBH Elshof       |
| 23 ao 27 | Semana Coppi e Bartali             | 2.1    | Ivan Santaromita   | Liquigas-Doimo             |
| 24       | Através de Flandres                | 1.1    | Matti Breschel     | Saxo Bank                  |
| 26 ao 28 | Grande Prêmio de Portugal          | 2.ncup | Tom Dumoulin       | Países Baixos              |
| 27       | E3 Prijs Vlaanderen-Harelbeke      | 1.hc   | Fabian Cancellara  | Saxo Bank                  |
| 27 ao 28 | Critérium Internacional            | 2.hc   | Pierrick Fédrigo   | Bbox Bouygues Telecom      |
| 30 ao 1  | Três dias de Bruges–De Panne       | 2.hc   | David Milhar       | Garmin-Transitions         |
| 31 ao 5  | Semana Lombarda                    | 2.1    | Michele Scarponi   | Androni Giocattoli         |

### Abril
| Data     | Carreira                                  | Cat.   | Ganhador             | Equipa                       |
| -------- | ----------------------------------------- | ------ | -------------------- | ---------------------------- |
| 2        | Route Adélie                              | 1.1    | Cyril Gautier        | Bbox Bouygues Telecom        |
| 2 ao 4   | Triptyque des Monts et Châteaux           | 2.2    | Jetse Bol            | Rabobank Continental         |
| 3        | Hel van het Mergelland                    | 1.1    | Yann Huguet          | Skil-Shimano                 |
| 3        | Grande Prêmio Miguel Indurain             | 1.hc   | Joaquim Rodríguez    | Katusha                      |
| 4        | Grande Prêmio da Ville de Nogent-sur-Oise | 1.2    | Vytautas Kaupas      | Continental Team Differdange |
| 4        | Troféu Banca Popular de Vicenza           | 1.2U   | Andrea Pasqualon     | Zalf-Désirée-Fior            |
| 5        | Volta a Colónia                           | 1.1    | Juan José Haedo      | Saxo Bank                    |
| 5        | Giro do Belvedere                         | 1.2U   | Siarhei Papok        | San Marco Especifique        |
| 6        | Grande Prêmio Palio do Recioto            | 1.2U   | Blaž Furdi           | Eslovénia                    |
| 6 ao 9   | Circuito de la Sarthe                     | 2.1    | Luis León Sánchez    | Caisse d'Épargne             |
| 7        | Scheldeprijs Vlaanderen                   | 1.hc   | Tyler Farrar         | Garmin-Transitions           |
| 8        | Grande Prêmio Pino Cerami                 | 1.1    | Jure Kocjan          | Carmiooro-NGC                |
| 8 ao 11  | Cinto a Maiorca                           | 2.2    | Sergio Mantecón      | Hosteleria de Cañete-Nagares |
| 9 ao 11  | Circuito das Ardenas                      | 2.2    | Mikhail Antonov      | Itera-Katusha                |
| 10       | Troféu Edil C                             | 1.2    | Massimo Graziato     | Trevigiani Dynamon Bottoli   |
| 10       | Tour de Drenthe                           | 1.1    | Alberto Ongarato     | Vacansoleil                  |
| 10       | Tour de Flandres sub-23                   | 1.ncup | Marko Kump           | Eslovénia                    |
| 11       | Klasika Primavera                         | 1.1    | Samuel Sánchez       | Euskaltel-Euskadi            |
| 11       | Dwars door Drenthe                        | 1.1    | Enrico Rossi         | Ceramica Flaminia            |
| 11 ao 18 | Volta à Turquia                           | 2.hc   | Giovanni Visconti    | ISD-Neri                     |
| 13       | Paris-Camembert                           | 1.1    | Sébastien Minard     | Cofidis                      |
| 14       | Flecha Brabanzona                         | 1.1    | Sébastien Rosseler   | RadioShack                   |
| 14       | La Côte Picarde                           | 1.ncup | Vyacheslav Kuznetsov | Rússia                       |
| 14 ao 18 | Volta a Castela e Leão                    | 2.1    | Alberto Contador     | Astana                       |
| 14 ao 18 | Tour de Loir-et-Cher                      | 2.2    | Mikhail Antonov      | Itera-Katusha                |
| 15       | Grande Prêmio de Denain                   | 1.1    | Denis Flahaut        | ISD Continental              |
| 17       | Tour de Finistère                         | 1.1    | Florian Vachon       | Bretagne-Schuller            |
| 17       | Liège-Bastogne-Liège sub-23               | 1.2U   | Ramūnas Navardauskas | Vélo-Clube A Pomme Marseille |
| 17       | ZLM Tour                                  | 1.ncup | Armam Kamyshev       | Cazaquistão                  |
| 18       | Tro Bro Leon                              | 1.1    | Jérémy Roy           | La Française des Jeux        |
| 18       | Tour de Düren                             | 1.2    | Sven Krauss          | Team Halanke.de-Öschelbronn  |
| 18       | Grande Prêmio Donetsk                     | 1.2    | Vitaliy Popkov       | ISD Continental              |
| 18       | Zellik-Galmaarden                         | 1.2    | Coen Vermeltfoort    | Rabobank Continental         |
| 20 ao 23 | Giro do Trentino                          | 2.1    | Alexandre Vinokourov | Astana                       |
| 21 ao 25 | Grande Prêmio de Adigueya                 | 2.2    | Vitaliy Popkov       | ISD Continental              |
| 23       | Bania Luka-Belgrado I                     | 1.2    | Jure Zrimšek         | Sava                         |
| 24       | Grande Prêmio de Llodio                   | 1.1    | Ángel Vicioso        | Andalucia-Cajasur            |
| 24       | Memorial Arno Wallaard                    | 1.2    | Stefan van Dijk      | Veranda´s Willems            |
| 25       | Volta à La Rioja                          | 1.1    | Ángel Vicioso        | Andalucia-Cajasur            |
| 25       | Giro dos Apeninos                         | 1.1    | Robert Kiserlovski   | Liquigas-Doimo               |
| 25       | Volta a Holanda Setentrional              | 1.2    | Robert Wagner        | Skil-Shimano                 |
| 25       | East Midlands International Cicle Classic | 1.2    | Michael Berling      | Glud & Marstrand-LRØ         |
| 25       | Grande Prêmio della Liberazione           | 1.2U   | Jan Tratnik          | Eslovénia                    |
| 25       | Paris-Mantes-en-Yvelines                  | 1.2    | Yoann Bagot          | Vélo-Clube A Pomme Marseille |
| 25 ao 1  | Tour de Bretanha                          | 2.2    | Franck Bouyer        | Bbox Bouygues Telecom        |
| 26 ao 27 | Giro delle Regioni                        | 2.ncup | Enrico Battaglin     | Itália                       |
| 27       | Subida ao Naranco                         | 1.1    | Santi Pérez          | Loulé-Louletano              |
| 28 ao 2  | Volta às Astúrias                         | 2.1    | Constantino Zaballa  | Loulé-Louletano              |
| 29 ao 1  | The Paths of King Nikola                  | 2.2    | Vladimir Koev        | Hemus 1896-Vivelo            |

### Maio
| Data     | Carreira                                       | Cat.               | Ganhador             | Equipa                          |
| -------- | ---------------------------------------------- | ------------------ | -------------------- | ------------------------------- |
| 1        | Memorial Andrzeja Trochanowskiego              | align=center \|1.2 | André Schulze        | PSK Whirlpool-Author            |
| 1        | Grande Prêmio do 1 de Maio                     | 1.2                | Jan Kuyckx           | Qin                             |
| 1        | Grande Prêmio de Frankfurt                     | 1.hc               | Fabian Wegmann       | Milram                          |
| 1        | Grande Prêmio de Frankfurt sub-23              | 1.2U               | Tino Thömel          | KED-Bianchi Berlin              |
| 1        | Grande Prêmio Herning                          | 1.1                | Alex Rasmussen       | Saxo Bank                       |
| 1        | Mayor Cup                                      | 1.2                | Žolt Der             | Partizan Srbija                 |
| 1        | Grande Prêmio Indústria e Artigianato-Larciano | 1.1                | Daniele Ratto        | Carmiooro-NGC                   |
| 1        | Tour de Overijssel                             | 1.2                | Job Vissers          | Skil-Shimano                    |
| 2        | Memorial Oleg Dyachenko                        | 1.2                | Alexander Mironov    | Itera-Katusha                   |
| 2        | Circuito do Porto                              | 1.2                | Marco Amicabile      | Delio Gallina                   |
| 3        | Grande Prêmio de Moscovo                       | 1.2                | Esad Hasanović       | Partizan Srbija                 |
| 5 ao 9   | Quatro Dias de Dunquerque                      | 2.hc               | Martin Elmiger       | AG2R La Mondiale                |
| 6 ao 10  | Cinco Anéis de Moscovo                         | 2.2                | Sergey Firsanov      | Designa Køkken-Blue Water       |
| 7 ao 9   | Szlakiem Grodów Piastowskich                   | 2.1                | Marek Rutkiewicz     | Mróz Active Jet                 |
| 8        | Scandinavian Race Uppsala                      | 1.2                | Philip Nielsen       | Concordia Forsikring-Himmerland |
| 9        | Grande Prêmio Indústrias do Mármore            | 1.2                | Tomadas Alberio      | Trevigiani Dynamon Bottoli      |
| 9        | Omloop der Kempen                              | 1.2                | Stefan van Dijk      | Veranda's Willems               |
| 12       | Batavus Prorace                                | 1.1                | Markus Eichler       | Milram                          |
| 12 ao 16 | Flèche du Sud                                  | 2.2                | Lasse Bøchman        | Glud & Marstrand-LRØ            |
| 13 ao 16 | Rhône-Alpes Isère Tour                         | 2.2                | Jérôme Coppel        | Saur-Sojasun                    |
| 14 ao 16 | Tour de Picardie                               | 2.1                | Ben Swift            | Sky                             |
| 17 ao 22 | Tour de Olympia                                | 2.2                | Taylor Phinney       | Trek Livestrong U23             |
| 19 ao 23 | Circuit de Lorraine                            | 2.1                | Fabio Felline        | Footon-Servetto                 |
| 20 ao 23 | Ronde d'Isard                                  | 2.2U               | Yannick Eijssen      | PWS Eijssen                     |
| 21 ao 24 | Tour de Berlim                                 | 2.2U               | Marc Goos            | Jo Piels                        |
| 23       | Neuseen Classics                               | 1.1                | Roger Kluge          | Milram                          |
| 23 ao 30 | FBD Insurance Rás                              | 2.2                | Alexander Wetterhall | Sprocket Pró                    |
| 26 ao 30 | Volta à Bélgica                                | 2.hc               | Stijn Devolder       | Quick Step                      |
| 26 ao 30 | Volta à Baviera                                | 2.hc               | Maxime Monfort       | HTC-Columbia                    |
| 28       | Grande Prêmio Tallin-Tartu                     | 1.1                | Denis Flahaut        | ISD Continental                 |
| 28 ao 30 | Tour de Gironde                                | 2.2                | Julien Belgy         | Vendée U                        |
| 28 ao 31 | Tour de Tracia                                 | 2.2                | Stefan Histrov       | Brisaspor                       |
| 29       | Grande Prêmio Tartu                            | 1.1                | Tanel Kangert        | Estónia                         |
| 29       | Grande Prêmio de Kranj                         | 1.1                | Matej Gnezda         | Adria Mobil                     |
| 29       | Grande Prêmio de Plumelec-Morbihan             | 1.1                | Wesley Sulzberger    | La Française des Jeux           |
| 30       | Rogaland Grand Prix                            | 2.2                | Vitaliy Popkov       | ISD Continental                 |
| 30       | Boucles de l'Aulne                             | 1.1                | Jean-Luc Delpech     | Bretagne-Schuller               |
| 30       | Grande Prêmio Hydraulika Mikolasek             | 1.2                | Alois Kaňkovský      | ASC Dukla Praha                 |
| 30       | Paris-Roubaix sub-23                           | 1.2U               | Taylor Phinney       | Trek Livestrong U23             |
| 30       | Troféu Cidade de San Vendemiano                | 1.2U               | Stefano Agostini     | Zalf Désirée Fior               |

### Junho
| Data     | Carreira                                           | Cat. | Ganhador            | Equipa                             |
| -------- | -------------------------------------------------- | ---- | ------------------- | ---------------------------------- |
| 2        | Troféu Alcide Degasperi                            | 1.2  | Sonny Colbrelli     | Zalf Désirée Fior                  |
| 2 ao 6   | Ringerike G. P.                                    | 2.2  | Christer Rake       | Joker-Bianchi                      |
| 2 ao 6   | Tour de Luxemburgo                                 | 2.hc | Matteo Carrara      | Vacansoleil                        |
| 5 ao 12  | Tour de Romênia                                    | 2.2  | Vladimir Koev       | Hemus 1896-Vivelo                  |
| 6        | Memorial Philippe Van Coningsloo                   | 1.2  | Dries Hollanders    | PWS-Eijssen                        |
| 6        | Coppa della Pace                                   | 1.2  | Fabio Piscopiello   | Vega Prefabbricati Montappone      |
| 6        | G. P. Kanton Aargau                                | 1.hc | Kristof Vandewalle  | Topsport Vlaanderen-Mercator       |
| 8 ao 15  | Circuito Montanhês                                 | 2.2  | Fabio Duarte        | Café de Colômbia-Colômbia é Paixão |
| 9 ao 13  | Carpathia Couriers Paths                           | 2.2U | Adrian Honkisz      | Polónia                            |
| 10 ao 13 | Volta ao Alentejo                                  | 2.2  | David Blanco        | Palmeiras Resort-Tavira            |
| 10 ao 13 | Ronde de l'Oise                                    | 2.2  | Steven Tronet       | Roubaix-Lille Métropole            |
| 11 ao 13 | Delta Tour Zeeland                                 | 2.1  | Tyler Farrar        | Garmin-Transitions                 |
| 11 ao 13 | Oberösterreichrundfahrt                            | 2.2  | Leopold König       | PSK Whirlpool-Author               |
| 11 ao 20 | Girobio                                            | 2.2  | Carlos Betancur     | Colômbia                           |
| 13       | Val d'Ille U Classic 35                            | 1.2  | Jimmy Casper        | Saur-Sojasun                       |
| 14 ao 19 | Volta à Sérvia                                     | 2.2  | Luca Ascani         | CDC-Cavaliere                      |
| 15 ao 20 | Tour de Thuringe                                   | 2.2U | John Degenkolb      | Thüringer Energie                  |
| 16 ao 20 | Ster Elektrotoer                                   | 2.1  | Adam Hansen         | HTC-Columbia                       |
| 17 ao 19 | Tour de Malopolska                                 | 2.2  | Jacek Morajko       | Mróz Active Jet                    |
| 17 ao 20 | Volta à Eslovénia                                  | 2.1  | Vincenzo Nibali     | Liquigas-Doimo                     |
| 17 ao 20 | Boucles de la Mayenne                              | 2.2  | Jérémie Galland     | Saur-Sojasun                       |
| 18 ao 20 | Tour de Saboia                                     | 2.2  | Nicolas Schnyder    | Price-Custom Bikes                 |
| 18 ao 20 | Tour de Mainfranken                                | 2.2U | Marc Goos           | Cyclingteam Jo Piels               |
| 18 ao 20 | Route du Sud                                       | 2.1  | David Moncoutié     | Cofidis                            |
| 19       | GP Nobili Rubinetterie-Coppa Papà Carlo            | 1.1  | Gianluca Brambilla  | Colnago-CSF Inox                   |
| 20       | G.P Nobili Rubinetterie-Coppa Città di Stresa      | 1.1  | Oscar Gatto         | ISD-Neri                           |
| 20       | Raiffeisen G. P.                                   | 1.2  | Matthias Brändle    | Footon-Servetto                    |
| 20       | Flecha das Ardenas                                 | 1.2  | Thomas Degand       | Veranda's Willems                  |
| 23       | Ache-Ingooigem                                     | 1.1  | Jurgen Van de Walle | Quick Step                         |
| 30       | Troféu Jong Maar                                   | 1.2  | Sven Jodts          | Beveren 2000                       |
| 30 ao 4  | Carreira da Solidariedade e dos Campeões Olímpicos | 2.1  | Jacek Morajko       | Mróz Active Jet                    |

### Julho
| Data     | Carreira                                             | Cat. | Ganhador           | Equipa                       |
| -------- | ---------------------------------------------------- | ---- | ------------------ | ---------------------------- |
| 3        | Omloop Het Nieuwsblad sub-23                         | 1.2  | Jarl Salomein      | Beveren 2000                 |
| 4        | Dwars door het Hageland                              | 1.2  | Frédéric Amorison  | Landbouwkrediet              |
| 4        | Giro delle Valli Aretine                             | 1.2  | Henry Frusto       | Scap Prefabbricati Foresi    |
| 4 ao 11  | Volta à Áustria                                      | 2.hc | Riccardo Riccò     | Ceramica Flaminia            |
| 6        | Troféu Cidade de Brescia                             | 1.2  | Manuele Boaro      | Trevigiani Dynamon Bottoli   |
| 7 ao 11  | Grande Prêmio Torres Vedras-Troféu Joaquim Agostinho | 2.2  | Cândido Barbosa    | Palmeiras Resort-Tavira      |
| 11       | Grande Prêmio de Pont à Marcq-Ronde-a Pévèloise      | 1.2  | Frank Dressler     | Continental Team Differdange |
| 11       | Grande Prêmio Van de Stad Geel                       | 1.2  | Timothy Dupont     | Jong Vlaanderen-Bauknecht    |
| 11       | Giro do Meio Brenta                                  | 1.2  | Luigi Miletta      | Gragnano Sporting Clube      |
| 16       | Campeonato Europeu Contrarrelógio sub-23             | CC   | Alex Dowsett       | Grã-Bretanha                 |
| 17 ao 18 | Volta à Comunidade de Madri                          | 2.1  | Sergio Pardilla    | Carmiooro-NGC                |
| 18       | Giro do Casentino                                    | 1.2  | Andrea Pasqualon   | Zalf Désirée Fior            |
| 18       | Campeonato Europeoen Estrada sub-23                  | CC   | Piotr Gawronski    | Polónia                      |
| 21 ao 25 | Brixia Tour                                          | 2.1  | Domenico Pozzovivo | Colnago-CSF Inox             |
| 22       | Central European Tour Gyomaendröd                    | 1.2  | Alois Kaňkovský    | ASC Dukla Praha              |
| 22 ao 25 | Tour de Szeklerland                                  | 2.2  | Evgeni Gerganov    | Hemus 1896-Vivelo            |
| 24 ao 26 | Kreiz Breizh Elites                                  | 2.2  | Johan Le Bon       | Bretagne-Schuller            |
| 24 ao 28 | Tour de Valônia                                      | 2.hc | Russell Downing    | Sky                          |
| 25       | Prova Villafranca-Ordiziako Klasika                  | 1.1  | Gorka Izagirre     | Euskaltel-Euskadi            |
| 25       | Grande Prêmio da Villa de Pérenchies                 | 1.2  | Arnaud Démare      | CC Nogent sul Oise           |
| 25       | Tour de Pomerania                                    | 1.2  | Dirk Müller        | Nutrixxion-Sparkasse         |
| 27 ao 31 | Dookola Mazowsza                                     | 2.2  | Sebastian Forke    | Nutrixxion-Sparkasse         |
| 28 ao 1  | Tour de Alsacia                                      | 2.2  | Wilco Kelderman    | Rabobank Continental         |

### Agosto
| Data     | Carreira                                                   | Cat. | Ganhador               | Equipa                      |
| -------- | ---------------------------------------------------------- | ---- | ---------------------- | --------------------------- |
| 1        | Circuito de Guecho                                         | 1.1  | Francisco José Pacheco | Xacobeo Galiza              |
| 1        | Troféu Matteotti                                           | 1.1  | Riccardo Chiarini      | De Rosa-Stac Plastic        |
| 1        | Polynormande                                               | 1.1  | Andy Cappelle          | Veranda's Willems           |
| 3 ao 7   | Volta a Leão                                               | 2.2  | Ángel Vallejo          | Supermercados Froiz         |
| 4 ao 5   | Paris-Corrèze                                              | 2.1  | Mickaël Buffaz         | Cofidis, le Crédit en Ligne |
| 4 ao 8   | Volta a Burgos                                             | 2.hc | Samuel Sánchez         | Euskaltel-Euskadi           |
| 4 ao 8   | Volta à Dinamarca                                          | 2.hc | Jakob Fuglsang         | Saxo Bank                   |
| 4 ao 15  | Volta a Portugal                                           | 2.1  | David Blanco           | Palmeiras Resort-Tavira     |
| 5        | Grande Prêmio Indústria e Commercio Artigianato Carnaghese | 1.1  | Ivan Basso             | Liquigas-Doimo              |
| 5        | Grande Prêmio Folignano                                    | 1.2  | Julián Arredondo       | Scap Prefabbricati Foresi   |
| 5 ao 8   | Tour dos Pirenéus                                          | 2.2  | Florent Barle          | AVC Aix-en-Provence         |
| 7        | Grande Prêmio Cidade de Camaiore                           | 1.1  | Kristjan Koren         | Liquigas-Doimo              |
| 8        | Tour de Bochum                                             | 1.1  | Niki Terpstra          | Milram                      |
| 8        | Troféu Internacional Bastianelli                           | 1.2  | Carmelo Pantò          | Gragnano Sporting Clube     |
| 8        | Dwars door de Antwerpse Kempen                             | 1.2  | Aidis Kruopis          | Palmans-Cras                |
| 10 ao 14 | Tour de l'Ain                                              | 2.1  | Haimar Zubeldia        | RadioShack                  |
| 12 ao 15 | Mi-août en Bretagne                                        | 2.2  | Jean-Luc Delpech       | Bretagne-Schuller           |
| 13       | Dutch Food Valley Classic                                  | 1.hc | Edvald Boasson Hagen   | Sky                         |
| 14       | Memorial Henryka Lasaka                                    | 1.2  | Mariusz Witecki        | Mróz Active Jet             |
| 14       | Grande Prêmio Betonexpressz 2000                           | 1.2  | Hrvoje Miholjević      | Loborika                    |
| 15       | Antwerpse Havenpijl                                        | 1.2  | Rob Goris              | Palmans-Cras                |
| 15       | Puchar Uzdrowisk Karpackich                                | 1.2  | Marek Rutkiewicz       | Mróz Active Jet             |
| 16       | Grande Prêmio Capodarco                                    | 1.2  | Enrico Battaglin       | Zalf Désirée Fior           |
| 17       | Gara Ciclistica Montappone                                 | 1.2  | Ilya Gorodnichev       | Gragnano S.C.               |
| 17       | Grande Prêmio da Villa de Zottegem                         | 1.1  | Stefan van Dijk        | Veranda's Willems           |
| 17       | Tre Valli Varesine                                         | 1.hc | Daniel Martin          | Garmin-Transitions          |
| 17 ao 20 | Tour de Limusino                                           | 2.1  | Gustav Larsson         | Saxo Bank                   |
| 18       | Coppa Agostoni                                             | 1.1  | Francesco Gavazzi      | Lampre-Farnese Vini         |
| 19       | Coppa Bernocchi                                            | 1.1  | Manuel Belletti        | Colnago-CSF Inox            |
| 20 ao 22 | Festningsrittet                                            | 2.2  | Jesse Anthony          | Kelly Benefit Strategies    |
| 21       | Troféu Melinda                                             | 1.1  | Vincenzo Nibali        | Liquigas-Doimo              |
| 21       | Puchar Ministra Obrony Narodowej                           | 1.2  | Bartłomiej Matysiak    | CCC Polsat Polkowice        |
| 24       | Grande Prêmio de Marbriers                                 | 1.2  | Kevin Lacombe          | SpiderTech-Planet Energy    |
| 24 ao 27 | Tour de Poitou Charentes                                   | 2.1  | Jimmy Engoulvent       | Saur-Sojasun                |
| 24 ao 29 | Giro do Vale de Aosta                                      | 2.2  | Petr Ignatenko         | Itera-Katusha               |
| 25       | Druivenkoers Overijse                                      | 1.1  | Björn Leukemans        | Vacansoleil                 |
| 26 ao 30 | Tour of Victory                                            | 2.2  | Mert Mutlu             | Brisaspor                   |
| 28       | Giro do Veneto                                             | 1.hc | Daniel Oss             | Liquigas-Doimo              |
| 28 ao 29 | Szlakiem walk majora Hubala                                | 2.2  | Tomasz Kiendyś         | CCC Polsat Polkowice        |
| 29       | Châteauroux Classic de l'Indre                             | 1.1  | Anthony Ravard         | AG2R La Mondiale            |
| 29       | Schaal Sels                                                | 1.1  | Aidis Kruopis          | Palmans-Cras                |
| 29       | Ronde van Midden-Nederland                                 | 1.2  | Wesley Kreder          | Rabobank Continental        |
| 29       | Zagreb-Liubliana                                           | 1.2  | Matej Mugerli          | Perutnina Ptuj              |
| 31 ao 7  | Tour da Eslováquia                                         | 2.2  | Robert Vrečer          | Perutnina Ptuj              |

### Setembro
| Data     | Carreira                              | Cat.   | Ganhador                          | Equipa                       |
| -------- | ------------------------------------- | ------ | --------------------------------- | ---------------------------- |
| 5        | Tour de Doubs                         | 1.1    | Jérôme Coppel                     | Saur-Sojasun                 |
| 5        | Giro da Romagna                       | 1.1    | Patrik Sinkewitz                  | ISD-Neri                     |
| 5        | Grande Prêmio Jef Scherens            | 1.1    | Lars Boom                         | Rabobank                     |
| 5        | Memorial Davide Fardelli              | 1.2    | Luke Durbridge                    | Jayco-Skins                  |
| 5        | Kernen Omloop Echt-Susteren           | 1.2    | Peter Schulting                   | Cyclingteam Jo Piels         |
| 5 ao 12  | Tour de l'Avenir                      | 2.ncup | Nairo Quintana                    | Colômbia                     |
| 8        | Memorial Rik Van Steenbergen          | 1.1    | Michael Van Staeyen               | Topsport Vlaanderen-Mercator |
| 8 ao 11  | Giro do Friuli Venezia Giulia         | 2.2    | Vegard Stake Laengen              | Noruega                      |
| 11       | Paris-Bruxelas                        | 1.hc   | Francisco Ventoso                 | Carmiooro-NGC                |
| 11 ao 18 | Volta à Grã-Bretanha                  | 2.1    | Michael Albasini                  | HTC-Columbia                 |
| 11 ao 19 | Volta à Bulgária                      | 2.2    | Krassimir Vassiliev               | SK Dobrich 1905              |
| 12       | Chrono Champenois                     | 1.2    | Rasmus Quaade                     | Dinamarca                    |
| 12       | Grande Prêmio de Fourmies             | 1.hc   | Romain Feillu                     | Vacansoleil                  |
| 15       | Grande Prêmio da Valônia              | 1.1    | Paul Martens                      | Rabobank                     |
| 17       | Campeonato de Flandres                | 1.1    | Leigh Howard                      | HTC-Columbia                 |
| 17       | Grande Prêmio da Somme                | 1.1    | Martin Elmiger                    | AG2R La Mondiale             |
| 18       | Grande Prêmio Cidade de Modena        | 1.1    | Francesco Chicchi                 | Liquigas-Doimo               |
| 19       | G. P. Indústria e Comércio de Prato   | 1.1    | Diego Ulissi                      | Lampre-Farnese Vini          |
| 19       | Grande Prêmio de Isbergues            | 1.1    | Aleksejs Saramotins               | HTC-Columbia                 |
| 19       | Troféu Gianfranco Bianchin            | 1.2    | Robert Vrečer                     | Perutnina Ptuj               |
| 19       | Dúo Normando                          | 1.2    | Alexandr Pliuschin Artem Ovechkin | Katusha                      |
| 22       | Circuito de Houtland                  | 1.1    | Stefan van Dijk                   | Veranda's Willems            |
| 24 ao 26 | Tour de Gévaudan Languedoc-Roussillon | 2.2    | Jérôme Coppel                     | Saur-Sojasun                 |
| 25       | Memorial Marco Pantani                | 1.1    | Elia Viviani                      | Liquigas-Doimo               |
| 25       | Praga-Karlovy Vary-Praga              | 1.2    | Andreas Schillinger               | Team NetApp                  |
| 26       | Tour de Vendée                        | 1.hc   | Koldo Fernández                   | Euskaltel-Euskadi            |
| 26       | Giro de Toscana                       | 1.1    | Daniele Bennati                   | Liquigas-Doimo               |
| 28       | Ruota d'Oro                           | 1.2    | Francesco Bongiorno               | Futura-Matricardi            |
| 30 ao 3  | Circuito Franco-Belga                 | 2.1    | Adam Blythe                       | Omega Pharma-Lotto           |

### Outubro
| Data   | Carreira                     | Cat. | Ganhador              | Equipa               |
| ------ | ---------------------------- | ---- | --------------------- | -------------------- |
| 1 ao 3 | Cinturó de l'Empordá         | 2.2  | José Herrada          | Caja Rural           |
| 2      | Piccolo Giro de Lombardia    | 1.2  | Alexander Serebryakov | ACS Lupi-San Marinho |
| 3      | Giro de Münsterland          | 1.1  | Joost van Leijen      | Vacansoleil          |
| 5      | Binche-Tournai-Binche        | 1.1  | Elia Viviani          | Liquigas-Doimo       |
| 7      | Coppa Sabatini               | 1.1  | Riccardo Riccò        | Vacansoleil          |
| 7      | Paris-Bourges                | 1.1  | Anthony Ravard        | AG2R La Mondiale     |
| 9      | Giro de Emilia               | 1.hc | Robert Gesink         | Rabobank             |
| 10     | Grande Prêmio Bruno Beghelli | 1.1  | Dario Cataldo         | Quick Step           |
| 10     | Paris-Tours                  | 1.hc | Óscar Freire          | Rabobank             |
| 10     | Paris-Tours sub-23           | 1.2U | Jelle Wallays         | Beveren 2000         |
| 12     | Prêmio Nacional de Clausura  | 1.1  | Adam Blythe           | Omega Pharma-Lotto   |
| 14     | Giro do Piemonte             | 1.hc | Philippe Gilbert      | Omega Pharma-Lotto   |
| 17     | Chrono des Nations           | 1.1  | David Milhar          | Garmin-Transitions   |

## Classificações finais
- As classificações finalizaram da seguinte forma:

### Individual
| Posição | Ciclista           | Equipa | Pontos |
| ------- | ------------------ | ------ | ------ |
| 1º      | Giovanni Visconti  | ISD    | 787    |
| 2º      | Stefan Van Dijk    | WIL    | 653    |
| 3º      | Riccardo Riccò     | VAC    | 569    |
| 4º      | Domenico Pozzovivo | COG    | 493    |
| 5º      | Romain Feillu      | VAC    | 482    |
| 6º      | Marco Marcato      | VAC    | 457    |
| 7º      | Jens Keukeleire    | COF    | 378    |
| 8º      | Sergio Pardilla    | CMO    | 363    |
| 9º      | Francisco Ventoso  | CMO    | 361    |
| 10º     | Enrico Rossi       | FLM    | 360    |

| 11º | Cédric Pineau        | RLM  | 341   |
| 12º | Pierrick Fédrigo     | BTL  | 324   |
| 13º | Michele Scarponi     | AND  | 323   |
| 14º | Jerome Coppel        | COF  | 315   |
| 15º | Leonardo Bertagnolli | AND  | 308,4 |
| 16º | Kenny Van Hummel     | SKS  | 307   |
| 17º | Matteo Carrara       | VAC  | 289,2 |
| 18º | Jacek Morajko        | MRO  | 275   |
| 19º | Luca Paolini         | ALÇA | 270   |
| 20º | Samuel Dumoulin      | COF  | 268   |

### Equipas
| Posição | Equipa                                          | Pontos  |
| ------- | ----------------------------------------------- | ------- |
| 1º      | Vacansoleil                                     | 2.624,4 |
| 2º      | Saur-Sojasun                                    | 1.564   |
| 3º      | ISD-Neri                                        | 1.503,2 |
| 4º      | Cofidis, le Crédit en Ligne                     | 1.481   |
| 5º      | Carmiooro-NGC                                   | 1.423   |
| 6º      | Androni Giocattoli-Serramenti PVC Diquigiovanni | 1.184   |
| 7º      | Colnago-CSF Inox                                | 1.158   |
| 8º      | Topsport Vlaanderen-Mercator                    | 1.141   |
| 9º      | Veranda's Willems                               | 1.089   |
| 10º     | Skil-Shimano                                    | 1.072   |

| 11º | Bretagne-Schuller       | 1.045 |
| 12º | Bbox Bouygues Telecom   | 970   |
| 13º | De Rosa-Stac Plastic    | 907   |
| 14º | Ceramica Flaminia       | 771   |
| 15º | Roubaix-Lille Métropole | 768   |
| 16º | Itera-Katusha           | 757   |
| 17º | Cervélo                 | 741   |
| 18º | Rabobank Continental    | 719   |
| 19º | Landbouwkrediet         | 714   |
| 20º | Miche                   | 660   |

### Países
| Posição | País          | Pontos  |
| ------- | ------------- | ------- |
| 1º      | Itália        | 4.166,6 |
| 2º      | França        | 3.000,4 |
| 3º      | Espanha       | 2.426,8 |
| 4º      | Países Baixos | 2.267,2 |
| 5º      | Bélgica       | 1.989   |
| 6º      | Alemanha      | 1.720,2 |
| 7º      | Eslovênia     | 1.551   |
| 8º      | Polónia       | 1.390   |
| 9º      | Rússia        | 1.278   |
| 10º     | Portugal      | 775     |

| 11º | Ucrânia   | 706    |
| 12º | Bulgária  | 698    |
| 13º | Lituânia  | 680    |
| 14º | Noruega   | 668    |
| 15º | Dinamarca | 650    |
| 16º | Chéquia   | 608    |
| 17º | Croácia   | 548    |
| 18º | Estónia   | 469    |
| 19º | Irlanda   | 433,66 |
| 20º | Suíça     | 423,4  |

### Países sub-23
| Posição | País          | Pontos |
| ------- | ------------- | ------ |
| 1º      | Bélgica       | 1.299  |
| 2º      | Itália        | 1.140  |
| 3º      | Países Baixos | 1.018  |
| 4º      | França        | 834    |
| 5º      | Alemanha      | 638    |
| 6º      | Eslovênia     | 585    |
| 7º      | Polónia       | 362    |
| 8º      | Lituânia      | 235    |
| 9º      | Rússia        | 223    |
| 10º     | Bielorrússia  | 213    |

| 11º | Letônia     | 179 |
| 12º | Dinamarca   | 163 |
| 13º | Portugal    | 160 |
| 14º | Espanha     | 144 |
| 15º | Reino Unido | 135 |
| 16º | Roménia     | 112 |
| 17º | Noruega     | 111 |
| 18º | Áustria     | 103 |
| 19º | Turquia     | 97  |
| 20º | Moldávia    | 91  |

## Progresso das classificações
| Data                    | Classificação individual | Classificação por equipas | Classificação por países | Classificação por países sub-23 |
| ----------------------- | ------------------------ | ------------------------- | ------------------------ | ------------------------------- |
| 25 de outubro de 2009   | Jean-Christophe Péraud   | -                         | Espanha                  | Países Baixos                   |
| 25 de novembro de 2009  |                          | -                         | Espanha                  | Países Baixos                   |
| 25 de dezembro de 2009  |                          | -                         | Espanha                  | Países Baixos                   |
| 1 de janeiro de 2010    | Florian Morizot          | -                         | Espanha                  | Bélgica                         |
| 25 de janeiro de 2010   | Bbox Bouygues Telecom    |                           | Espanha                  | Bélgica                         |
| 25 de fevereiro de 2010 | Samuel Dumoulin          | Cofidis                   | Espanha                  | Bélgica                         |
| 25 de março de 2010     | Jens Keukeleire          | Cofidis                   | França                   | Bélgica                         |
| 25 de abril de 2010     | Giovanni Visconti        | Cofidis                   | Itália                   | Bélgica                         |
| 25 de maio de 2010      |                          | Cofidis                   | Itália                   | Bélgica                         |
| 25 de junho de 2010     | Vacansoleil              |                           | Itália                   | Bélgica                         |
| 25 de julho de 2010     | Vacansoleil              |                           | Itália                   | Bélgica                         |
| 15 de agosto de 2010    | Cofidis                  |                           | Itália                   | Bélgica                         |
| 25 de agosto de 2010    | Vacansoleil              |                           | Itália                   | Bélgica                         |
| 25 de setembro de 2010  | Vacansoleil              |                           | Itália                   | Bélgica                         |
| 17 de outubro de 2010   | Vacansoleil              |                           | Itália                   | Bélgica                         |
| Final                   | Giovanni Visconti        | Vacansoleil               | Itália                   | Bélgica                         |